# 국민 경제 달성 박람회

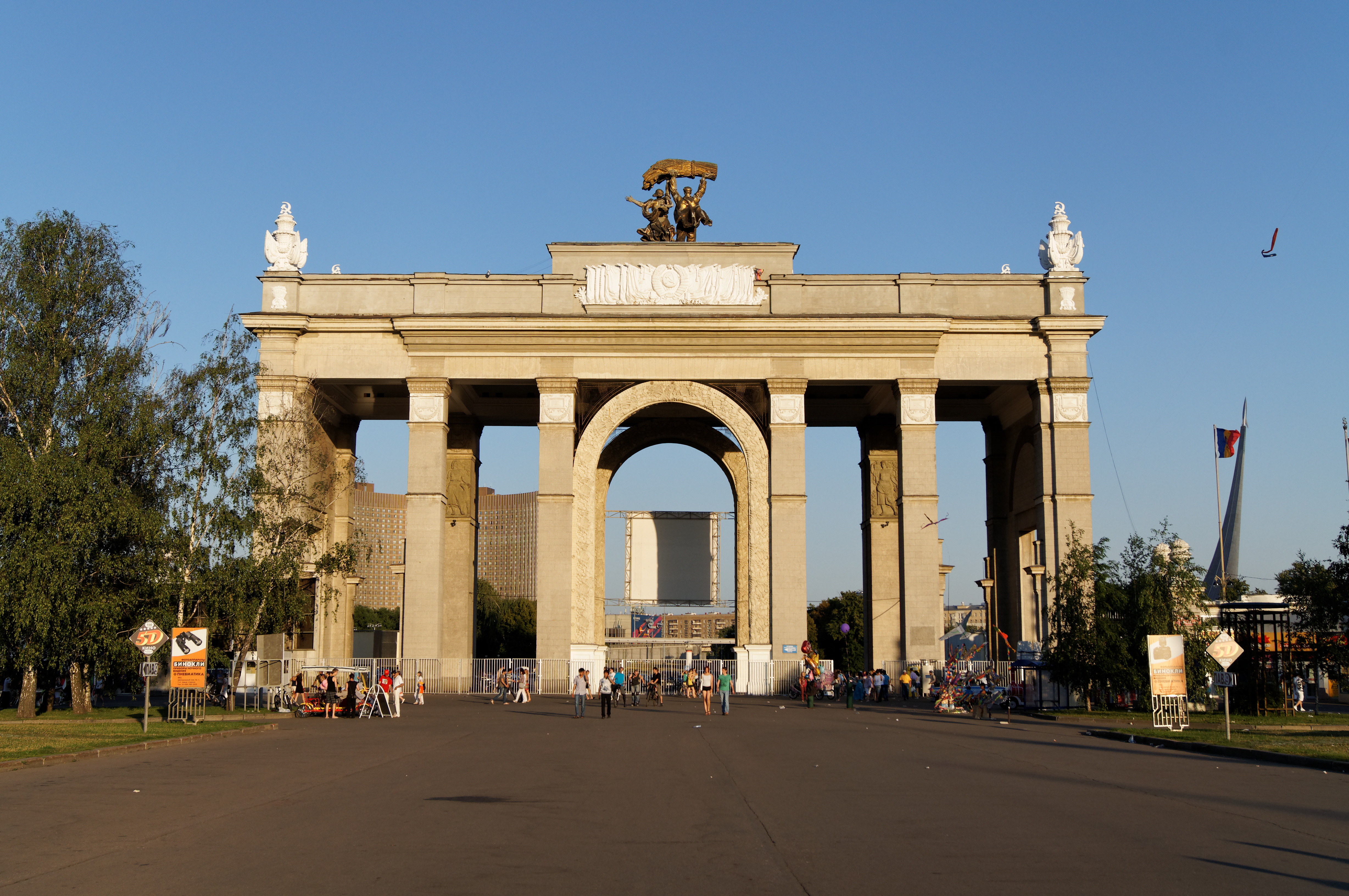
베덴하 입구

국민 경제 달성 박람회(러시아어: Выставка достижений народного хозяйства)는 러시아 모스크바에 있는 상설 박람회장이다. 약칭인 베데엔하(러시아어: ВДНХ)로 불리기도 한다.

## 개요
베데엔하의 기원은 1939년 전러시아 농업 박람회(Всесоюзная сельско-хозяйственная выставка)이다. 그 후, 농업 뿐만 아니라 과학, 기술, 문화 등 여러 산업 분야에 대해 전시를 확대하는 것이 결정되어 1954년부터 1958년에 걸쳐 제2기 및 제3기 공사가 결정되었다. 제1기라고도 하는 전러시아 농업 박람회 단계에서는 가설의 파빌리온이 설치되었지만, 제2기, 제3기 공사는 중심에 당시 소련 건축으로 된 상설 파빌리온이 다수 건설되었다. 1959년 국민 경제 달성 박람회(Выставка достижений народного хозяйства, ВДНХ)로 명칭을 바꾸고, 재개된 박람회장은 제2차 세계 대전 이후에 소련 사회주의 체제의 전시장으로 중요한 선전의 역할을 맡았다.
1989년까지 박람회장에는 82개의 파빌리온이 건설되었다. 이것은 소련의 각 공화국과 국가 기관의 명성 유지를 위해 막대한 건설 예산이 늘어난 것도 영향을 미쳤다. 각 공화국의 파빌리온으로는 우크라이나 파빌리온, 우즈베키스탄 파빌리온 등 각 민족의 전통 양식을 담은 것도 많다.
소련 시절 베데엔하는 매년 300개 이상의 국가 및 국제 박람회 및 다수의 연구자, 기업인 등의 세미나와 회의가 열렸다. 또한 다양한 이벤트가 진행되며 매년 약 1,100만 명의 국내 이용객과 60만 명의 외국인이 베데엔하를 찾았다.
소련 붕괴를 거쳐 1992년 전러시아 박람회장(Всероссийский выставочный центр, ВВЦ)으로 명칭을 변경했으나 2014년에 다시 국민 경제 달성 박람회로 개명되었다. 베데엔하라는 약어는 현재에도 사용되고 있다. 현재는 기존의 전시회 외에도 놀이공원과 쇼핑센터도 있어서, 모스크바 시민의 휴식, 쇼핑의 장이 되고 있다.